# Contea di Anyue
La contea di Anyue (安岳县S, Ānyuè XiànP) è una contea della Cina, situata nella provincia di Sichuan e amministrata dalla prefettura di Ziyang.